# Ranoidea fuscula
Ranoidea fuscula – opisany w 2007 roku gatunek płaza bezogonowego z podrodziny Pelodryadinae w rodzinie rzekotkowatych (Hylidae).

## Występowanie
Gatunek ten jest endemitem, występuje bowiem jedynie w zachodniej części Nowej Gwinei, w dorzeczu indonezyjskiej rzeki Derewo w prowincji Papua, na wysokości około 1890 metrów nad poziomem morza.
Siedliskiem tego niezwykle słabo znanego zwierzęcia jest górski las deszczowy położony w otoczeniu rwącego potoku.

## Rozmnażanie
Podejrzewa się, że rozwój larw (kijanek) zachodzi w strumieniach.

## Status
Status gatunku nie jest możliwy do ustalenia, albowiem znany jest on jedynie z dwóch okazów. Jednakże z powodu życia przedstawicieli tego gatunku w niedostępnej okolicy uważa się, że działalność ludzka nie stwarza mu zagrożeń.